# National Board of Review Awards 1971
La 43ª edizione dei National Board of Review Awards si è tenuta il 3 gennaio 1972.

## Classifiche

### Migliori dieci film
- L'ultimo spettacolo (The Last Picture Show), regia di Peter Bogdanovich
- Re Lear (King Lear), regia di Peter Brook
- Il braccio violento della legge (The French Connection), regia di William Friedkin
- Messaggero d'amore (The Go-Between), regia di Joseph Losey
- I racconti di Natale di Beatrix Potter (The Tales of Beatrix Potter), regia di Reginald Mills
- Macbeth, regia di Roman Polański
- Il boy friend (The Boyfriend), regia di Ken Russell
- Nicola e Alessandra (Nicholas and Alexandra), regia di Franklin J. Schaffner
- Morte a Venezia, regia di Luchino Visconti
- Una giornata di Ivan Denisovič (One Day in the Life of Ivan Denisovich), regia di Caspar Wrede

### Migliori film stranieri
- Il conformista, regia di Bernardo Bertolucci
- Il giardino dei Finzi-Contini, regia di Vittorio De Sica
- I clowns, regia di Federico Fellini
- Il ginocchio di Claire (Le genou de Claire), regia di Éric Rohmer
- Non drammatizziamo... è solo questione di corna (Domicile conjugal), regia di François Truffaut

## Premi
- Miglior film: Macbeth, regia di Roman Polański
- Miglior film straniero: Il ginocchio di Claire (Le genou de Claire), regia di Éric Rohmer
- Miglior attore: Gene Hackman (Il braccio violento della legge)
- Miglior attrice: Irene Papas (Le Troiane)
- Miglior attore non protagonista: Ben Johnson (L'ultimo spettacolo)
- Miglior attrice non protagonista: Cloris Leachman (L'ultimo spettacolo)
- Miglior regista: Ken Russell (I diavoli, Il boy friend)